# Campionato africano maschile di pallacanestro 2011
Il 26º Campionato Africano Maschile di Pallacanestro FIBA (noto anche come FIBA AfroBasket 2011) si è svolto ad Antananarivo in Madagascar dal 17 al 28 agosto 2011.
I Campionati africani maschili di pallacanestro sono una manifestazione biennale tra le squadre nazionali del continente, organizzata dalla FIBA Africa.
L'edizione 2011 è valida per la qualificazione al Torneo olimpico 2012, cui parteciperà la nazionale di pallacanestro della Tunisia, vincitrice della manifestazione. Le squadre classificatesi al secondo e terzo posto (rispettivamente Angola e Nigeria) partecipano al Torneo di Qualificazione Olimpica 2012.

## Squadre partecipanti
| Girone A - Nigeria - Mali - Mozambico - Madagascar | Girone B - Senegal - Angola - Marocco - Ciad | Girone C - Camerun - Costa d'Avorio - Egitto - Sudafrica | Girone D - Tunisia - Rep. Centrafricana - Ruanda - Togo |

## Sedi delle partite
| Fase          | Città        | Impianto                               |
| ------------- | ------------ | -------------------------------------- |
| Intero torneo | Antananarivo | Università degli studi di Antananarivo |

## Prima fase a gruppi

### Gruppo A
| Squadra    | G | V | P | PF  | PS  | Dif | Pt |
| ---------- | - | - | - | --- | --- | --- | -- |
| Nigeria    | 3 | 3 | 0 | 274 | 203 | +73 | 6  |
| Mali       | 3 | 2 | 1 | 205 | 216 | −11 | 5  |
| Mozambico  | 3 | 1 | 2 | 209 | 217 | −8  | 4  |
| Madagascar | 3 | 0 | 3 | 211 | 263 | −52 | 3  |

### Gruppo B
| Squadra | G | V | P | PF  | PS  | Dif  | Pt |
| ------- | - | - | - | --- | --- | ---- | -- |
| Senegal | 3 | 3 | 0 | 256 | 197 | +59  | 6  |
| Angola  | 3 | 2 | 1 | 268 | 202 | +68  | 5  |
| Marocco | 3 | 1 | 2 | 215 | 211 | +4   | 4  |
| Ciad    | 3 | 0 | 3 | 167 | 296 | −129 | 3  |

### Gruppo C
| Squadra        | G | V | P | PF  | PS  | Dif | Pt | Sc. dir. |
| -------------- | - | - | - | --- | --- | --- | -- | -------- |
| Camerun        | 3 | 3 | 0 | 259 | 216 | +43 | 6  |          |
| Costa d'Avorio | 3 | 1 | 2 | 250 | 211 | +39 | 4  | 1–1, +45 |
| Egitto         | 3 | 1 | 2 | 231 | 242 | −11 | 4  | 1–1, +4  |
| Sudafrica      | 3 | 1 | 2 | 189 | 260 | −71 | 4  | 1–1, −49 |

### Gruppo D
| Squadra            | G | V | P | PF  | PS  | Dif | Pt |
| ------------------ | - | - | - | --- | --- | --- | -- |
| Tunisia            | 3 | 3 | 0 | 237 | 145 | +92 | 6  |
| Rep. Centrafricana | 3 | 2 | 1 | 223 | 183 | +40 | 5  |
| Ruanda             | 3 | 1 | 2 | 185 | 225 | −40 | 4  |
| Togo               | 3 | 0 | 3 | 180 | 272 | −92 | 3  |

## Fase ad eliminazione diretta
|  | Ottavi di finale   | Ottavi di finale   |                |    | Quarti di finale          | Quarti di finale          |  |  | Semifinali | Semifinali |  |  | Finale | Finale |
|  |                    |                    |                |    |                           |                           |  |  |            |            |  |  |        |        |
|  |                    |                    |                |    |                           |                           |  |  |            |            |  |  |        |        |
|  |                    |                    |                |    |                           |                           |  |  |            |            |  |  |        |        |
|  | Nigeria            | 84                 |                |    |                           |                           |  |  |            |            |  |  |        |        |
|  | Nigeria            | 84                 |                |    |                           |                           |  |  |            |            |  |  |        |        |
|  | Ciad               | 46                 |                |    |                           |                           |  |  |            |            |  |  |        |        |
|  | Ciad               | 46                 | Nigeria        | 94 |                           |                           |  |  |            |            |  |  |        |        |
|  |                    |                    | Nigeria        | 94 |                           |                           |  |  |            |            |  |  |        |        |
|  |                    | Rep. Centrafricana | 86             |    |                           |                           |  |  |            |            |  |  |        |        |
|  | Rep. Centrafricana | Rep. Centrafricana | 86             | 71 |                           |                           |  |  |            |            |  |  |        |        |
|  | Rep. Centrafricana |                    |                | 71 |                           |                           |  |  |            |            |  |  |        |        |
|  | Egitto             | 66                 |                |    |                           |                           |  |  |            |            |  |  |        |        |
|  | Egitto             | 66                 | Nigeria        | 68 |                           |                           |  |  |            |            |  |  |        |        |
|  |                    |                    | Nigeria        | 68 |                           |                           |  |  |            |            |  |  |        |        |
|  |                    | Angola             | 76             |    |                           |                           |  |  |            |            |  |  |        |        |
|  | Camerun            | Angola             | 76             | 85 |                           |                           |  |  |            |            |  |  |        |        |
|  | Camerun            |                    |                | 85 |                           |                           |  |  |            |            |  |  |        |        |
|  | Togo               | 52                 |                |    |                           |                           |  |  |            |            |  |  |        |        |
|  | Togo               | 52                 | Camerun        | 83 |                           |                           |  |  |            |            |  |  |        |        |
|  |                    |                    | Camerun        | 83 |                           |                           |  |  |            |            |  |  |        |        |
|  |                    | Angola             | 84             |    |                           |                           |  |  |            |            |  |  |        |        |
|  | Angola             | Angola             | 84             | 82 |                           |                           |  |  |            |            |  |  |        |        |
|  | Angola             |                    |                | 82 |                           |                           |  |  |            |            |  |  |        |        |
|  | Mozambico          | 71                 |                |    |                           |                           |  |  |            |            |  |  |        |        |
|  | Mozambico          | 71                 | Angola         | 56 |                           |                           |  |  |            |            |  |  |        |        |
|  |                    |                    | Angola         | 56 |                           |                           |  |  |            |            |  |  |        |        |
|  |                    | Tunisia            | 67             |    |                           |                           |  |  |            |            |  |  |        |        |
|  | Senegal            | Tunisia            | 67             | 92 |                           |                           |  |  |            |            |  |  |        |        |
|  | Senegal            |                    |                | 92 |                           |                           |  |  |            |            |  |  |        |        |
|  | Madagascar         | 75                 |                |    |                           |                           |  |  |            |            |  |  |        |        |
|  | Madagascar         | 75                 | Senegal        | 59 |                           |                           |  |  |            |            |  |  |        |        |
|  |                    |                    | Senegal        | 59 |                           |                           |  |  |            |            |  |  |        |        |
|  |                    | Costa d'Avorio     | 75             |    |                           |                           |  |  |            |            |  |  |        |        |
|  | Costa d'Avorio     | Costa d'Avorio     | 75             | 80 |                           |                           |  |  |            |            |  |  |        |        |
|  | Costa d'Avorio     |                    |                | 80 |                           |                           |  |  |            |            |  |  |        |        |
|  | Ruanda             | 72                 |                |    |                           |                           |  |  |            |            |  |  |        |        |
|  | Ruanda             | 72                 | Costa d'Avorio | 57 |                           |                           |  |  |            |            |  |  |        |        |
|  |                    |                    | Costa d'Avorio | 57 |                           |                           |  |  |            |            |  |  |        |        |
|  |                    | Tunisia            | 60             |    | Finale per il terzo posto | Finale per il terzo posto |  |  |            |            |  |  |        |        |
|  | Tunisia            | Tunisia            | 60             | 94 | Finale per il terzo posto | Finale per il terzo posto |  |  |            |            |  |  |        |        |
|  | Tunisia            |                    |                | 94 |                           |                           |  |  |            |            |  |  |        |        |
|  | Sudafrica          | 50                 |                |    |                           |                           |  |  |            |            |  |  |        |        |
|  | Sudafrica          | 50                 | Tunisia        | 86 | Nigeria                   | 77                        |  |  |            |            |  |  |        |        |
|  |                    |                    | Tunisia        | 86 | Nigeria                   | 77                        |  |  |            |            |  |  |        |        |
|  |                    | Marocco            | 67             |    | Costa d'Avorio            | 67                        |  |  |            |            |  |  |        |        |
|  | Mali               | Marocco            | 67             | 59 | Costa d'Avorio            | 67                        |  |  |            |            |  |  |        |        |
|  | Mali               |                    |                | 59 |                           |                           |  |  |            |            |  |  |        |        |
|  | Marocco            | 80                 |                |    |                           |                           |  |  |            |            |  |  |        |        |
|  | Marocco            | 80                 |                |    |                           |                           |  |  |            |            |  |  |        |        |

## Classifica finale
| Campione d'Africa | Campione d'Africa                                        | Campione d'Africa | Campione d'Africa |
| --- | -------------------------------------------------------- | ----------------- | --- |
| Tunisia Qualificata al Torneo olimpico 2012 Tunisia4 Slimane, 5 Laghnej, 6 Maghrebi, 7 el-Mabrouk, 8 Kechrid, 9 Hdidane, 10 Chouaya, 11 Ghyaza, 12 Ben Romdhane, 13 Rzig, 14 Toumi, 15 Mejri, All. Adel Tlatli |                                                          |                   | |
| Pos. | Squadra                                                  | V/P               | Formazione |
| | Angola Accede al Torneo di Qualificazione Olimpica 2012  | 5-2               | Angola4 Joaquim, 5 Costa, 6 Morais, 7 Bonifácio, 8 Santos, 9 Paulo, 10 Gomes, 11 Kiala, 12 Ambrósio, 13 Tati, 14 Barros, 15 Mingas, All. Jaime Covilhã, Michel Gomez                                              |
| | Nigeria Accede al Torneo di Qualificazione Olimpica 2012 | 6-1               | Nigeria4 Tat, 5 Udoka, 6 Obazuaye, 7 Usman, 8 Umeh, 9 Onyeuku, 10 Ofoegbu, 11 Gumut, 12 Ugboaja, 13 Obasohan, 14 Ukeagu, 15 Oyedeji, All. Ayo Bakare                                                              |
| 4. | Costa d'Avorio                                           | 3-4               | Costa d'Avorio4 Toti, 5 Diabaté, 6 Craven, 7 Diané, 8 Konaté, 9 Lamizana, 10 N'Diaye, 11 Diaby, 12 Kalé, 13 Tapé, 14 Edi, 15 Koné, All. Natxo Lezkano                                                             |
| 5. | Senegal                                                  | 6-1               | Senegal4 N'Diaye, 5 d'Almeida, 6 Niang, 7 Mam. N'Doye, 8 Diop, 9 Mal. N'Doye, 10 Diassé, 11 Faye, 12 Coly, 13 Touré, 14 Badiane, 15 Dia, All. Alain Weisz                                                         |
| 6. | Rep. Centrafricana                                       | 4-3               | Rep. Centrafricana4 Kouloumba-Foro, 5 Zachée, 6 Mokongo, 7 Kossangue, 8 Bomayako, 9 Kodjo-Sitchi, 10 Koundjia, 11 Pehoua, 12 Zianveni, 13 Kouguere, 14 Mays, 15 Djimrabaye, All. Paco García                      |
| 7. | Camerun                                                  | 5-2               | Camerun4 Manyaka, 5 Makanda, 6 Bitee, 7 Ndongo, 8 Bayang, 9 Nengsu, 11 Rodgers, 12 Aboya, 13 Wangmene, 14 Owona, 15 Essengué, All. Lazare Adingono                                                                |
| 8. | Marocco                                                  | 2-5               | Marocco4 Najah, 5 Bassine, 6 Kourodu, 7 El Masbahi, 8 Khalfi, 9 Rafai, 10 Laanani, 11 Zouita, 12 Harras, 13 Amrallah, 14 Hachad, 15 Rhalimi, All. Francis Jordane                                                 |
| 9. | Mali                                                     | 3-2               | Mali4 Niakaté, 5 Sy, 6 Keita, 7 Niangado, 8 Coulibaly, 9 Kaba, 10 Diallo, 11 Samake, 12 Soumaoro, 13 Doucouré, 14 Tangara, 15 Diarra, All. José Ruiz                                                              |
| 10. | Mozambico                                                | 1-4               | Mozambico4 Mandlate, 5 Mucavel, 6 Canivete, 7 Letela, 8 Au. Matos, 9 Am. Matos, 10 Muchate, 11 Nualia, 12 Magoliço, 13 P. Matos, 14 Baptista, 15 Macuacua, All. Iñaki Martín                                      |
| 11. | Egitto                                                   | 2-3               | Egitto4 M. el-Sabagh, 5 Abdelhalim, 6 Gunady, 7 Marei, 8 Abou el-Einen, 9 el-Gammal, 10 Okasha, 11 Adly Ahmed Rashed, 12 Aziz, 13 A. el-Sabagh, 14 el-Kerdany, 15 Ibrahim, All. Željko Zečević                    |
| 12. | Ruanda                                                   | 1-4               | Ruanda4 Barame, 5 Mugabe, 6 Habineza, 7 Kayijuka, 8 Bradley, 9 Muhizi, 10 Ruhezamihigo, 11 Thomson, 12 Gasana, 13 Kabange, 14 Miller, 15 Rugamba, All. Većeslav Kavedžija                                         |
| 13. | Madagascar                                               | 1-4               | Madagascar4 Rakotondrasolo, 5 Andrianjafy, 6 Ramsdell, 7 Razafimahasahy, 8 Rakotoarisoa, 9 Andrianiombonana, 10 Rabekoto, 11 Velondrisiky, 12 Kilobo, 13 Milisen, 14 Djianfary, 15 Zayad, All. Ángel Manzano Polo |
| 14. | Sudafrica                                                | 1-4               | Sudafrica4 Dlamini, 5 Mettler, 6 Avenant, 7 Loate, 8 Keogatile, 9 Kgwedi, 10 Marhanele, 11 Sibankulu, 12 Mothiba, 13 Kalombo, 14 Gabriel, 15 Letsebe, All. Mlungisi Ngwenya                                       |
| 15. | Ciad                                                     | 1-4               | Ciad4 Noubaramadji, 5 Mbairessem, 6 Mickael, 7 Mbaindiguim, 8 Ngarasde, 9 Ngadi, 10 Moguena, 11 Nato Kolmia, 12 Makka, 13 Ousmane, 14 Djimassal, 15 Mbaiarsi, All. -                                              |
| 16. | Togo                                                     | 0-5               | Togo4 Soulemana, 5 Damtaré, 6 Midodji, 7 Boucari, 8 Pinheiro, 9 Ayayi, 10 Doe-Bruce, 11 Kouigan, 12 Williams, 13 Fofana, 14 Saibou, 15 Diaby, All. Guy Arneaud                                                    |